# Remeți, Maramureș
Remeți, (în maghiară Pálosremete, în ucraineană Ремета), este satul de reședință al comunei cu același nume din județul Maramureș, Transilvania, România.

## Istoric
Prima atestare documentară: 1363 (Remete). 

## Etimologie
Etimologia numelui localității: Din Remete(a) (< magh. remete „pustnic, sihastru, călugăr”) + -i, din desinența de plural masculin. 

## Manifestări tradiționale locale
- Obiceiuri de toamnă la ucraineni (luna octombrie).

## Monument istoric
- Biserica veche ucraineană „Sf. Petru și Pavel” (sec. XV).

## Personalități locale
- Vasile Sofineti (n. 1949), diplomat, ambasador al României în Iordania și Kuweit.

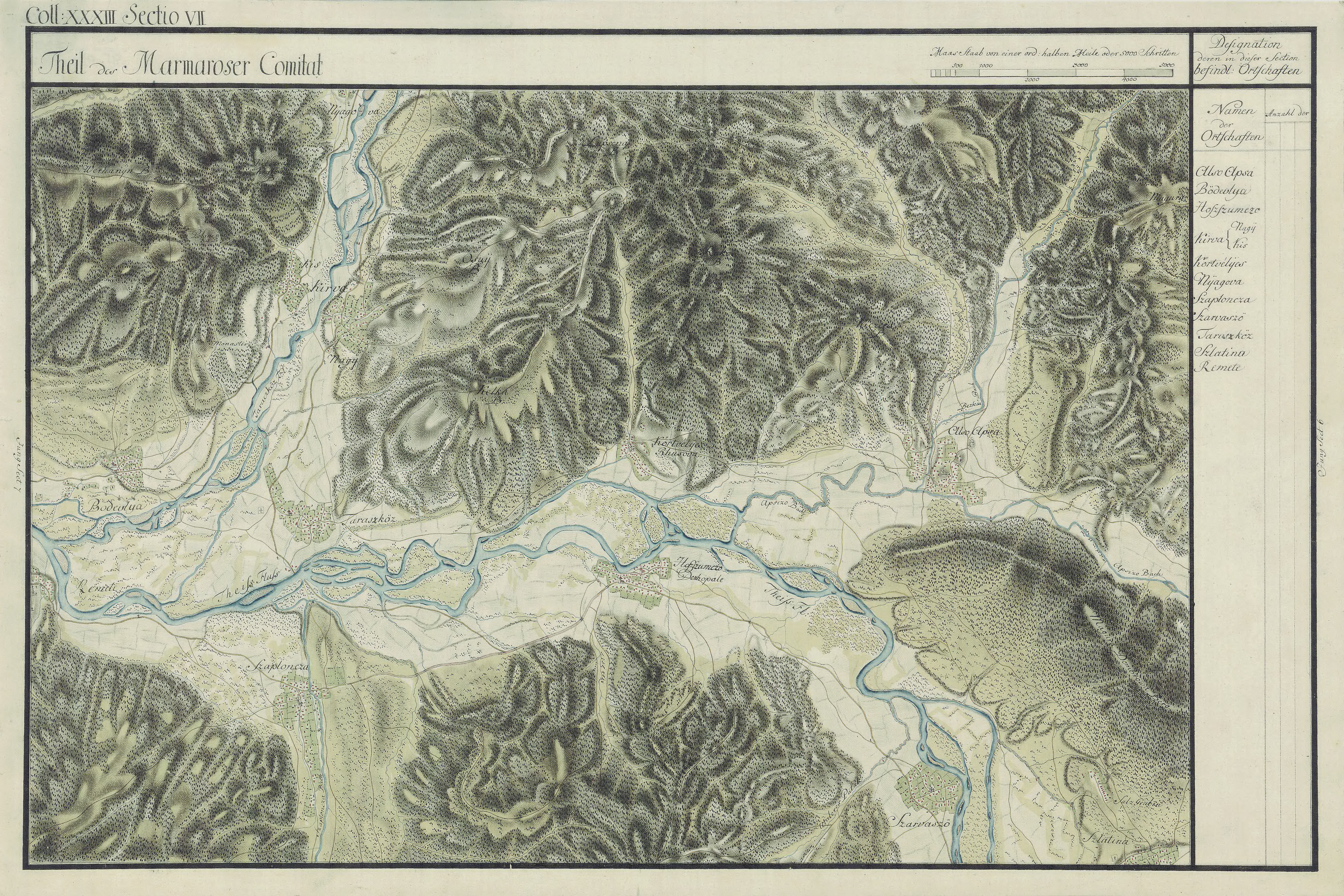
Remeți în Harta Iosefină a Comitatului Maramureșului, 1782-85